# Peter Aniol

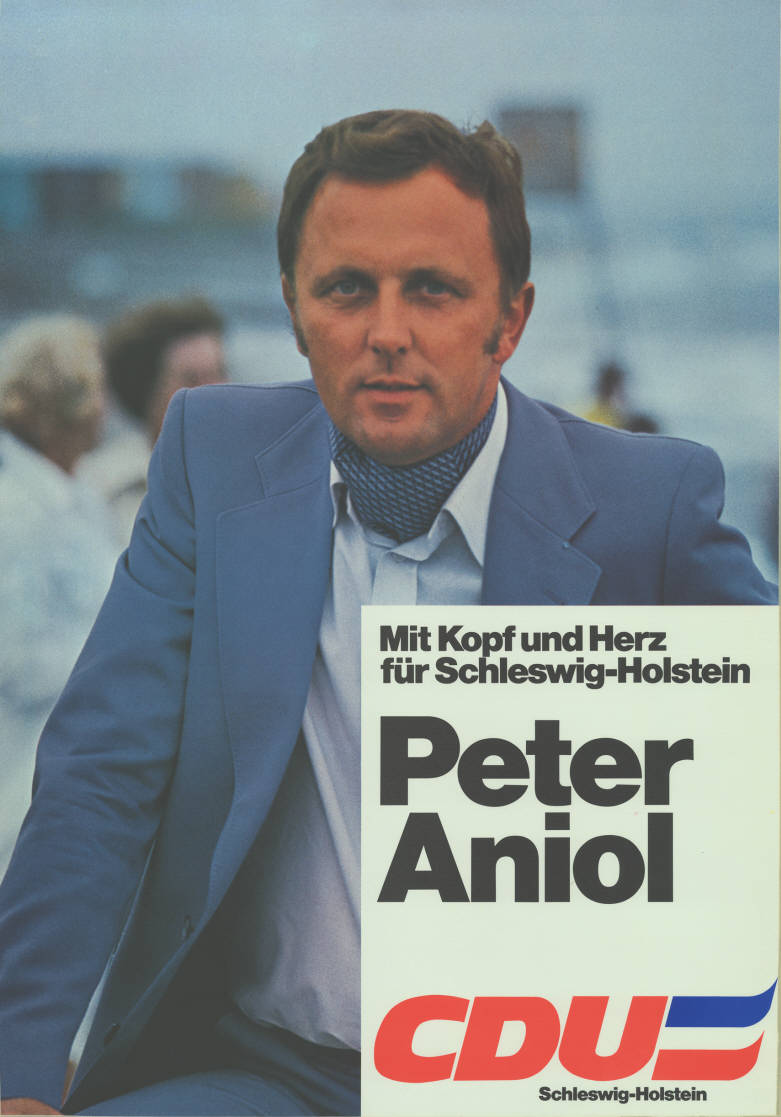
Kandidatenplakat zur Landtagswahl in Schleswig-Holstein 1979

Peter Aniol (* 23. Januar 1938 in Christinenberg, Kreis Naugard; heute Kliniska Wielkie, Polen; † 5. April 2015) war ein deutscher Politiker der CDU.

## Leben und Beruf
In Pommern geboren, kam Aniol, der evangelischen Glaubens war, nach dem Zweiten Weltkrieg als Heimatvertriebener nach Westdeutschland. Nach der Mittleren Reife absolvierte er eine Verwaltungslehre bei einer Krankenkasse, die er 1958 abschloss. Anschließend trat er in den Dienst der Bundeswehr, wo er bei der Luftwaffe eingesetzt wurde. Seit 1974 war er beim Aufklärungsgeschwader 52 in Leck stationiert, u. a. als stellvertretender Kommandeur der Fliegerhorstgruppe. Aniol schied als Oberstleutnant aus der Bundeswehr aus. Am 19. Februar 2011 ernannte die Traditionsgemeinschaft AG 52 e. V. Leck, ihren ehemaligen Vorsitzenden Peter Aniol zum Ehrenvorsitzenden.
Aniol wurde mit der Flutmedaille Schleswig-Holstein, dem Deutschen Feuerwehr-Ehrenkreuz in Silber (1977) und auf Vorschlag der Schleswig-Holsteinischen Landesregierung mit dem Verdienstkreuz am Bande (1987) und dem Verdienstkreuz I. Klasse (1992) des Bundesverdienstkreuzes ausgezeichnet.

## Partei
Aniol trat 1966 der CDU bei. Von 1975 bis 1979 war er Vorsitzender des Ortsverbandes Leck und von 1974 bis 1988 stellvertretender Vorsitzender im Kreis Nordfriesland.

## Abgeordneter
Seit 1970 gehörte Aniol dem Kreistag im Kreis Nordfriesland an. Von 1975 bis 1986 war er dort Vorsitzender der CDU-Fraktion. Von 1998 bis 2003 war er stellvertretender Landrat dort.
Aniol war von 1979 bis 1992 Landtagsabgeordneter in Schleswig-Holstein, wo er den Wahlkreis Südtondern vertrat. Von 1983 bis zum 15. Dezember 1985 war er Beisitzer im Fraktionsvorstand, anschließend bis zu seinem Ausscheiden aus dem Parlament stellvertretender Fraktionsvorsitzender. Von 1984 bis 1992 war er außerdem Vorsitzender des Innen- und Rechtsausschusses des Landtages und 1989/90 stellvertretender Vorsitzender des Sonderausschusses Verfassungs- und Parlamentsreform. Der Landtag wählte ihn zum Mitglied der neunten Bundesversammlung, die am 23. Mai 1989 Richard von Weizsäcker zum Bundespräsidenten wiederwählte.